# Deposició d'arc catòdic

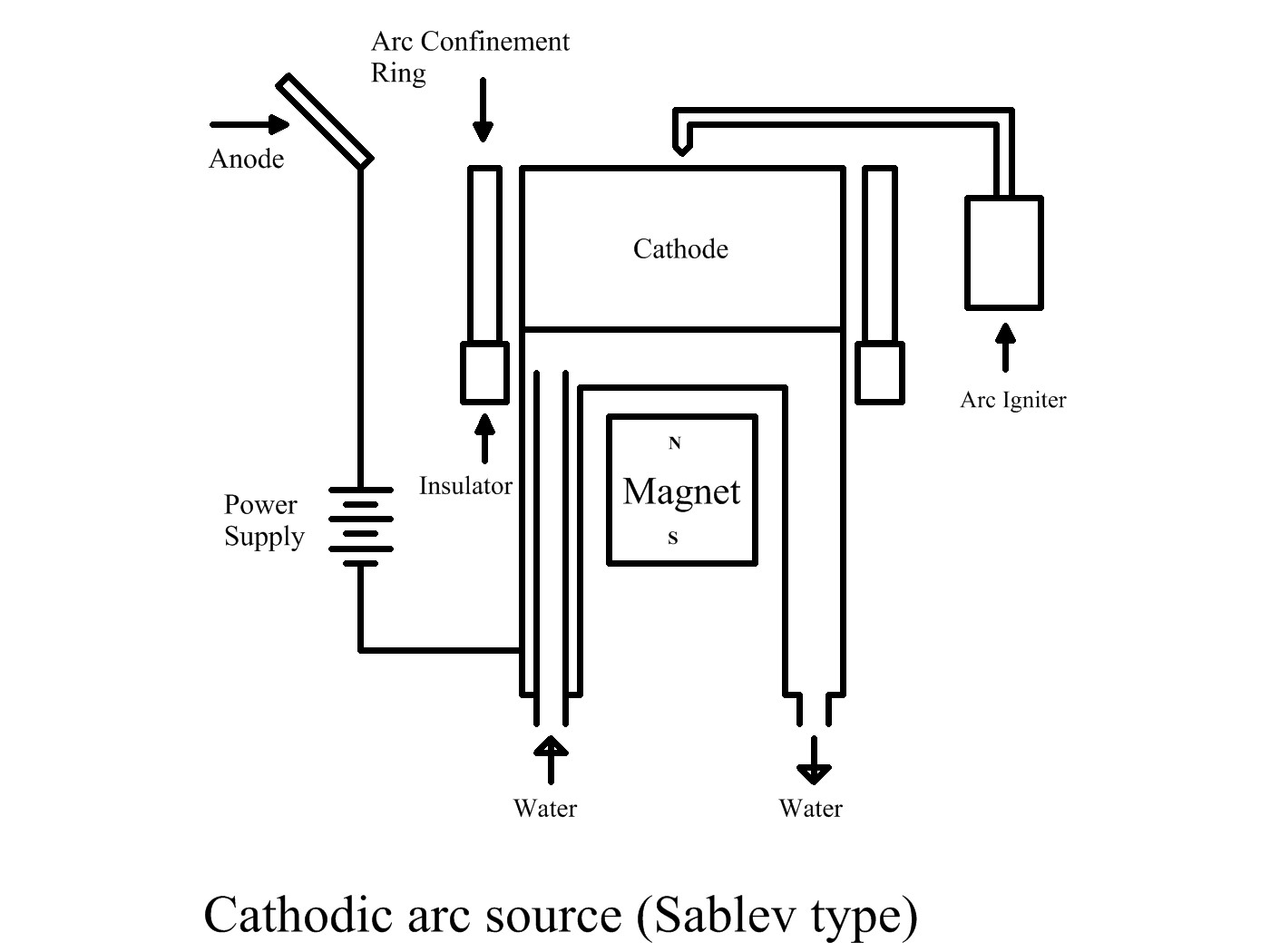
Font d'arc catòdic tipus Sablev amb imant per dirigir el moviment del punt d'arc.

La deposició d'arc catòdic o Arc-PVD és una tècnica de deposició física de vapor en la qual s'utilitza un arc elèctric per vaporitzar material d'un objectiu càtode. A continuació, el material vaporitzat es condensa sobre un substrat, formant una pel·lícula fina. La tècnica es pot utilitzar per dipositar pel·lícules metàl·liques, ceràmiques i compostes.

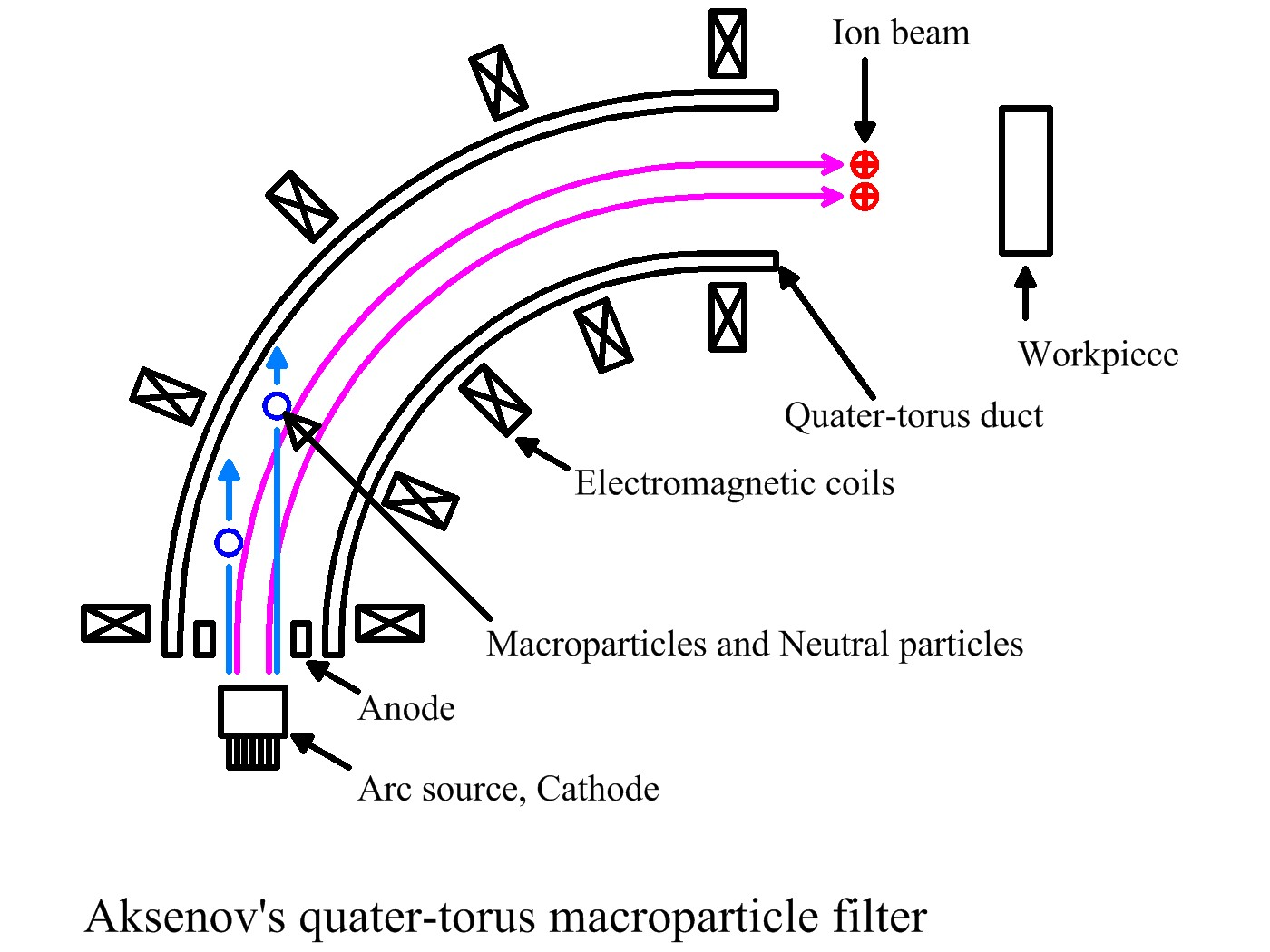
Filtre de macropartícules del conducte de quart de toro Aksenov que utilitza principis òptics de plasma desenvolupat per AI Morozov.

L'ús industrial de la moderna tecnologia de deposició d'arc catòdic es va originar a la Unió Soviètica entre 1960 i 1970. A finals dels anys 70, el govern soviètic va llançar l'ús d'aquesta tecnologia a Occident. Entre molts dissenys a l'URSS en aquell moment, el disseny de LP Sablev, et al., es va permetre utilitzar fora de l'URSS.
El procés d'evaporació de l'arc comença amb l'encesa d'un arc d'alta corrent i baixa tensió a la superfície d'un càtode (conegut com l'objectiu) que dona lloc a una petita (generalment d'uns pocs micròmetres d'amplada), àrea d'emissió altament energètica coneguda com a càtode. taca. La temperatura localitzada al punt del càtode és extremadament alta (al voltant de 15.000 °C), que es tradueix en una velocitat elevada (10 km/s) raig de material càtode vaporitzat, deixant un cràter a la superfície del càtode. El punt del càtode només està actiu durant un curt període, després s'autoextingeix i es torna a encendre en una nova àrea propera al cràter anterior. Aquest comportament provoca el moviment aparent de l'arc.
Com que l'arc és bàsicament un conductor de corrent, es pot veure influenciat per l'aplicació d'un camp electromagnètic, que a la pràctica s'utilitza per moure ràpidament l'arc per tota la superfície de l'objectiu, de manera que la superfície total s'erosiona amb el temps.
La deposició d'arc catòdic s'utilitza activament per sintetitzar pel·lícules extremadament dures per protegir la superfície de les eines de tall i allargar la seva vida útil de manera significativa. Amb aquesta tecnologia es poden sintetitzar una gran varietat de recobriments de pel·lícula dura fina, superhards i nanocomposites, incloent TiN, TiAlN, CrN, ZrN, AlCrTiN i TiAlSiN.
Això també s'utilitza força àmpliament, especialment per a la deposició d'ions de carboni per crear pel·lícules decarboni semblants al diamant. Com que els ions són expulsats de la superfície de manera balística, és comú que no només s'expulsin àtoms individuals, sinó cúmuls més grans d'àtoms. Per tant, aquest tipus de sistema requereix un filtre per eliminar els cúmuls d'àtoms del feix abans de la deposició. La pel·lícula DLC d'un arc filtrat conté un percentatge extremadament alt de diamant sp³ que es coneix com a carboni amorf tetraèdric, o ta-C.
L'arc catòdic filtrat es pot utilitzar com a font d'ions metàl·lics/plasma per a la implantació d'ions i la implantació i deposició d'ions per immersió de plasma (PIII&D).